# Sielawszczyzna (obwód miński)
Sielawszczyzna (biał. Сяляўшчына, Sialauszczyna, ros. Селявщина, Sielawszczina) – wieś na Białorusi, w obwodzie mińskim, w rejonie mińskim, w sielsowiecie Łoszany.